# Alcithoe fusus
Alcithoe fusus är en snäckart. Alcithoe fusus ingår i släktet Alcithoe och familjen Volutidae.

## Underarter
Arten delas in i följande underarter:
- A. f. fusus
- A. f. haurakiensis
- A. f. hedleyi